# Paraxestia ochrothrix
Paraxestia ochrothrix är en fjärilsart som beskrevs av Charles Boursin 1954. Paraxestia ochrothrix ingår i släktet Paraxestia och familjen nattflyn. Inga underarter finns listade i Catalogue of Life.